# 田晓蔚
田晓蔚（1966年6月—），男，汉族，中华人民共和国军事人物，中国人民解放军少将。曾任解放军工程兵学院政治委员。现任中共四川省委常委，四川省军区政治委员。